# 克吕斯卡德
克吕斯卡德（法語：Cruscades，法語發音：[kʁyskad] ⓘ）是法国奥德省的一个市镇，属于纳博讷区。

## 地理
克吕斯卡德（43°11'28"N, 2°49'0"E）面积9.65 平方千米，位于法国奧克西塔尼大區奥德省，该省份为法国南部沿海省份，北起塔恩省，西北接上加龙省，西接阿列日省，南至东比利牛斯省，东临地中海，东北与埃罗省接壤。
与克吕斯卡德接壤的市镇（或旧市镇、城区）包括：卡内、莱济尼昂科比耶尔、奥尔比约河畔吕克、内维扬、奥尔奈松、维勒代涅。

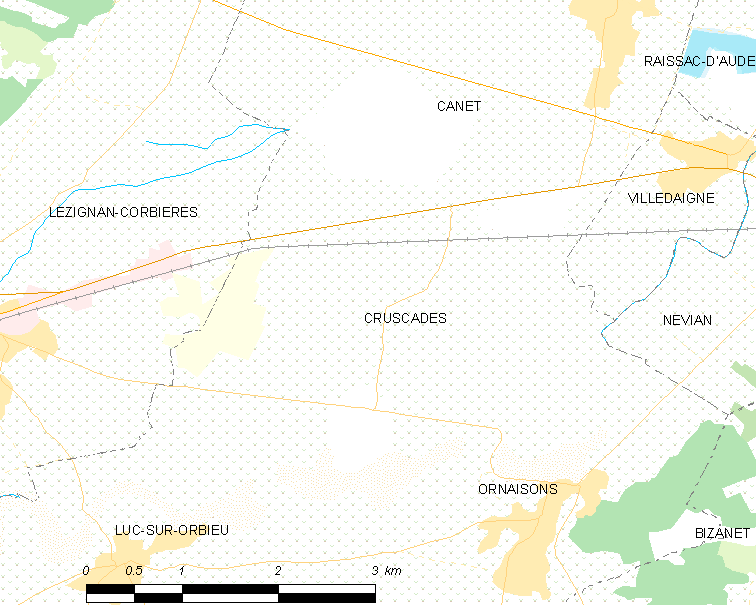
克吕斯卡德的OSM定位图

克吕斯卡德的时区为UTC+01:00、UTC+02:00（夏令时）。

## 行政
克吕斯卡德的邮政编码为11200，INSEE市镇编码为11111。

## 政治
克吕斯卡德所属的省级选区为勒莱济尼亚奈县。

## 人口

1962-2008年间克吕斯卡德人口变化图示

克吕斯卡德于2022年1月1日时的人口数量为940人。